# Julio Bendezu-Sarmiento
Julio César Bendezú-Sarmiento, né à Ica au Pérou le 2 janvier 1972, est un préhistorien et archéologue péruvien, spécialiste de l'Âge du bronze en Asie centrale, en Asie du Sud et en Iran. Il est chercheur au CNRS depuis 2009 et s’intéresse aux pratiques funéraires et aux évolutions des sociétés hiérarchisées urbaines ou proto-urbaines du complexe archéologique bactro-margien, de la civilisation de la vallée de l'Indus, du plateau Iranien et du golfe Persique. Il est actuellement chercheur au Musée de l'Homme au sein du laboratoire Eco-Anthropologie (CNRS, MNHN: UMR 7206).

## Formation
Julio Bendezú-Sarmiento a obtenu en 2004 son doctorat en Préhistoire, ethnologie et anthropologie à l'université Panthéon-Sorbonne.

## Travaux

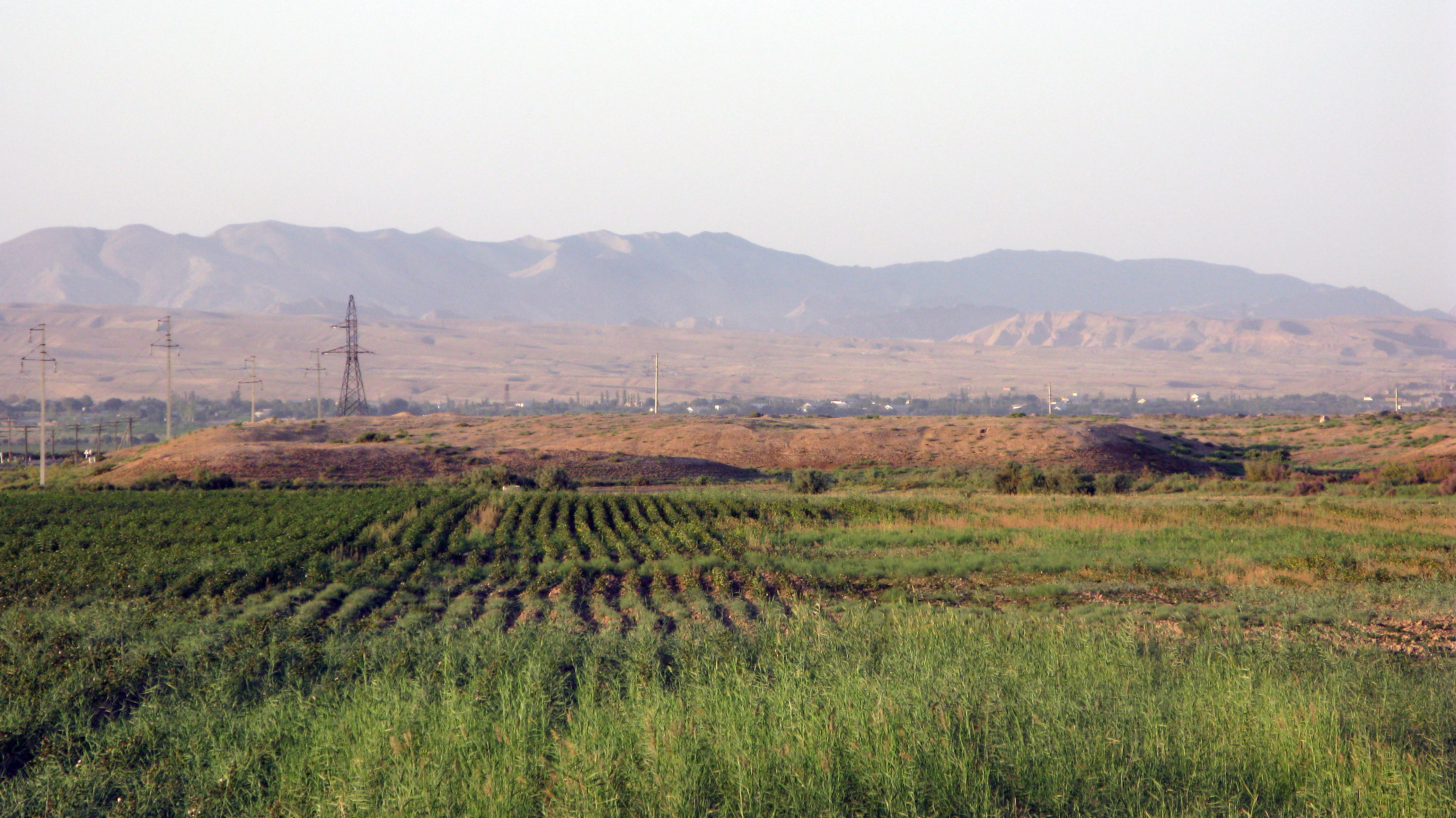
Le site Protohistorique de Dzharkutan au sud de l'Ouzbékistan

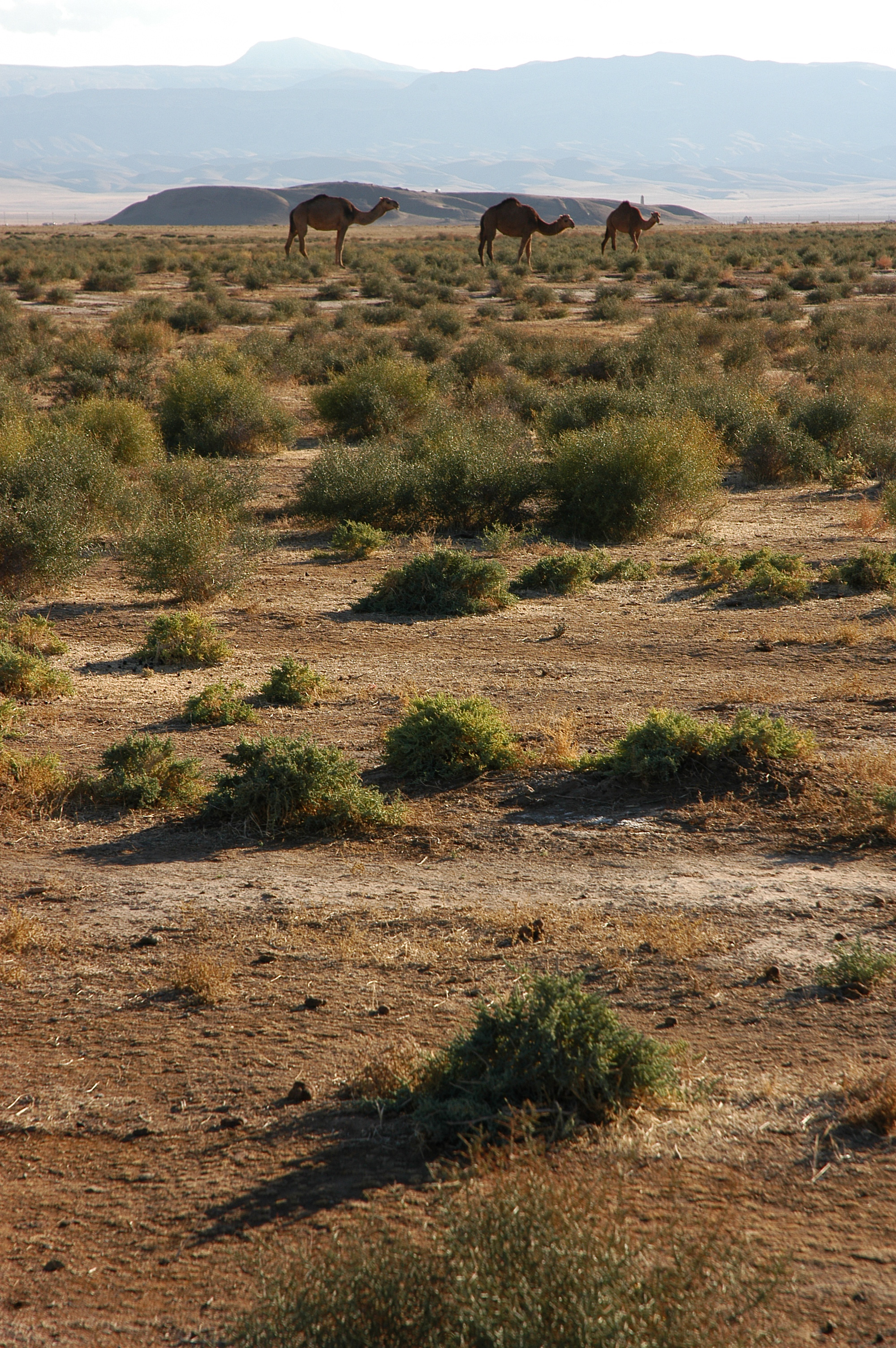
Le site Protohistorique d'Ulug-dépé au Turkménistan.

Julio Bendezú-Sarmiento a commencé son travail d’archéologue en 1994 sur des sites précolombiens du sud du Pérou. Par la suite il a travaillé sur le Néolithique européen et les pratiques funéraires de la culture Seine-Oise-Marne.
En 1997, il effectue son premier long séjour en Asie centrale pour préparer sa thèse sur les populations Andronovo et Saka des âges du bronze et du fer au Kazakhstan (IIIe - Ier millénaire av. J.-C.). Il élargit au début des années 2000 ses recherches à l'apparition, l’évolution et la disparation des sociétés proto-urbaines complexes, en s'appuyant notamment sur l'étude du complexe archéologique bactro-margien,, par des fouilles en Ouzbékistan, incluant le Karakalpakstan, au Tadjikistan, au Turkménistan, à l’Afghanistan, mais aussi à l’Iran et aux Émirats arabes unis.
Entre 2007 et 2013, il codirige avec Samaridin Mustafakulov la Mission archéologique française en Ouzbékistan – Protohistoire (MAFOuz-P) sur le site de Dzharkutan, localisé au nord de ville historique de Termez. Entre 2009 et 2014 il a été directeur adjoint de la Mission archéologique française au Turkménistan (MAFTur), fondée par Olivier Lecomte en 1994, et dont il est depuis 2014 le directeur sur le site d'Ulug Dépé,,. Entre 2014 à 2018, installé à Kaboul, il a été à la tête de plusieurs expéditions archéologiques dans de multiples régions afghanes,, Hérat,, Kaboul et le Logar, et à l'origine de la mise en place de la carte archéologique d’Afghanistan,,.

## Carrière
En parallèle de son travail de recherche au CNRS, Julio Bendezú-Sarmiento a également exercé des responsabilités dans les instituts de recherche à l’étranger et dans la diplomatie culturelle au sein du Ministère de l'Europe et des Affaires étrangères (MEAE) : il a été chercheur à l’Institut français de recherche en Iran (IFRI) de 2005 à 2007, directeur adjoint puis directeur de l’Institut français d'études sur l'Asie centrale (IFEAC) de 2007 à 2010, et directeur adjoint puis directeur de la Délégation archéologique française en Afghanistan (DAFA) à Kaboul entre 2013 et 2018,.

## Organismes et associations
Julio Bendezú-Sarmiento est membre actif de divers comités éditoriaux et scientifiques dans des revues internationales. Entre 2014 et 2018, il a été désigné membre au Pôle Turquie-Russie-Iran-Asie Centrale du MEAE (Paris), membre expert-UNESCO pour la mise en valeur du patrimoine culturel afghan (Bamiyan Working Group), mais également membre de la commission de spécialistes chargés de la reconstruction et la mise en place du nouveau musée national de Kaboul. Il a été nommé en 2017 correspondant étranger de l’Institut archéologique allemand à Berlin, et en 2022 membre correspondant de l’Institut International d’études sur l’Asie centrale (IICAS-Samarcande).

## Distinctions

### Décorations
- 2000 : déclaré citoyen d’honneur par le maire et son conseil municipal de la ville de Parcona (Ica-Pérou).
- 2015 : médaille commémorative de la présidence turkmène « 20th Anniversary of the proclamation of Neutrality of Turkmenistan ».

### Récompenses
- 2019 : label expéditions scientifiques du Muséum national d'histoire naturelle (France), pour la Mission archéologique franco-turkmène (MAFTUR)[20].
- 2019 : fondation Engie-Musée de l’Homme (France)[21],[22].
- 2012, avec Olivier Lecomte :  prix d'archéologie Simone et Cino Del Duca de l’Académie des sciences (France)[23],[24].
- 2010 : prix Clio pour découvrir le monde et ses cultures pour les travaux scientifiques de la Mission Archéologique Franco-Ouzbèk sur le site de Dzharkutan (France)[25].
- 2008 : prix Roman et Tania Ghirshman de l'Académie des inscriptions et belles-lettres.

## Publications
(septembre 2024).
- J. Bendezu-Sarmiento, avec la collaboration d'A. Ismagulova, K. Bajpakov et Z. Samashev, De l’âge du Bronze à l’âge du Fer au Kazakhstan, gestes funéraires et paramètres biologiques. Identités culturelles des populations Andronovo et Saka, Mémoires de la Mission Archéologique Française en Asie centrale, T. XII, de Boccard, Paris, 2007, 606 p (Lire en ligne).
- V. N. Jagodin, G. Kh. Khozhanijazov, Sh. Amirov, J. Bendezu-Sarmiento & A. Iskanderova, Arkheologija Priaral’ja (vol. VII) : Kompleks arkheologicheskikh ob’ekov na vozvyshennosti Krantau, Tachkent, Izd. FAN, 2008, 190 p.

- 2013, Bendezu-Sarmiento J., (Dir.), L’archéologie française en Asie centrale. Nouvelles recherches et enjeux socioculturels, Cahiers de l’Asie centrale, n°21-22, Éditions de Boccard, 640p .
- 2013, Бендезу-Сармьенто Х. & Селье П., Pед., [Bendezu-Sarmiento J. & Sellier P. Ed.,], Biologicheskaja Antropologija i Arkheologija: k sintezu nauchnikh distsiplin [Anthropologie biologique et archéologie : vers une synthèse des disciplines), Париж-Самарканд [Paris, Samarkand], UNESCO-IICAS, 208p .
- 2017, Faez M. A., Bendezu-Sarmiento J., (Ed.), 10 ans d'Archéologie en Afghanistan (en dari), Académie de Sciences de l'Afghanistan, Kaboul.
- 2018, Bendezu-Sarmiento J. & Rassouli N., باستان شناسی افغانستان از ماقبل التاریخ تا اوایل دوره اسلامی, (in dari, L'archéologie de l'Afghanistan de la Préhistoire au début de l'Islam), Recueils, documents d'Archives et formations archéologiques, RDAFA n° I, Kaboul, 202p.
- 2019, Bendezu-Sarmiento J., M. Mamedov & A. Khalmuradov, 2019, Turkmen-French Archaeological Expedition. Ulug depe. A unique discovery: Alabaster vases, Fine Arts National Museum, Ashgabat, 38p.
- 2019, J. Bendezu-Sarmiento, J. Mª Córdoba, C. del Cerro, F. Escribano (Ed.), Looking Back and Looking to the Future, ISIMU 22, Edition UAM, Madrid, 340p .